# Кингисепп (станция)
Кингисе́пп (до 1922 года — Я́мбург) — железнодорожная станция Санкт-Петербург — Витебского региона Октябрьской железной дороги на 136 километре линии на Ивангород. Расположена в городе Кингисепп Ленинградской области. На станции имеется вокзал постройки 2005 года, в котором есть зал ожидания с буфетом и билетными кассами.
Станция была открыта в 1870 году вместе с железнодорожным мостом через Лугу. Проходившие через Ямбург (после 1922 года — Кингисепп) военные конфликты XX века каждый раз затрагивали станцию как важный транспортный узел: мост через Лугу неоднократно разрушался, в годы Великой Отечественной войны были также разрушены многие станционные постройки. После войны деревянное здание вокзала было восстановлено, но концу 1990-х годов оно обветшало, пришло в негодность и было разобрано, а вместо него построено новое здание.
Станция выполняет большинство операций как в пассажирском, так и в грузовом сообщении, на ней останавливается одна пара пригородных и одна пара поездов дальнего следования в день.

## Описание

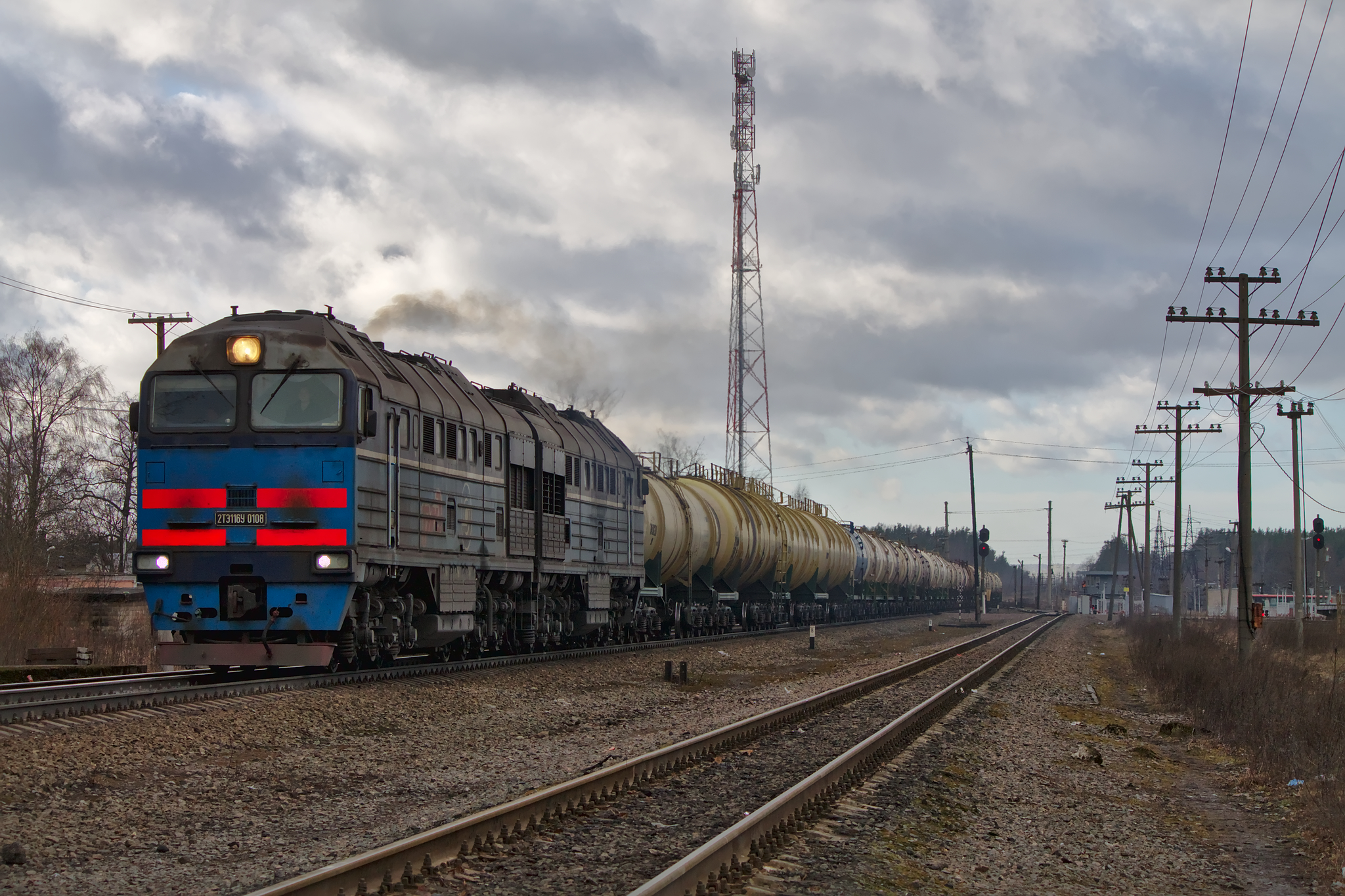
2ТЭ116у с грузовым составом проходит станцию

Станция Кингисепп расположена в одноимённом городе на 136 километре линии Гатчина — Ивангород Санкт-Петербург — Витебского региона Октябрьской железной дороги между станцией Сала и остановочным пунктом Тикопись. На станции 5 путей и 1 тупик, слепо оканчивающийся со стороны Санкт-Петербурга. С южной стороны путей расположена старая платформа, некогда прилегавшая к вокзалу по адресу Таможенная улица дом 1, там же расположен пост электроцентрализации станции. С южной стороны в направлении Санкт-Петербурга отходит подъездной путь.
Вокзал станции расположен с северной стороны путей по адресу Вокзальная улица, дом 14, к нему прилегает низкая платформа длиной 380 метров, оснащённая подогревом. В здании вокзала имеется пункт полиции, буфет, 3 кассовых окна и зал ожидания вместимостью 60 человек.

## История

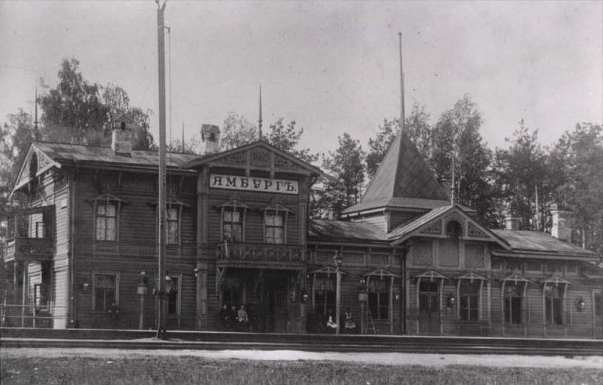
Старый вокзал на дореволюционной фотографии

Станция Ямбург была построена на южной окраине города к августу 1869 года, но движение поездов запустили только в 1870 году при строительстве линии Балтийской железной дороги из Тосно в Ревель. На станции были построены деревянный вокзал и каменная водокачка:29.
Несмотря на то, что вся линия делалась однопутной, каменные устои моста через Лугу (заложен 15 мая 1866 года) сделали под два пути:9. Мост был двухпролётным с пролётами по 72 м, которые перекрывались неразрезной многораскосной фермой. Береговые устои и опоры были сложены из бутовой кладки с облицовкой тёсаным гранитным камнем:10. Мост имел настил для движения пешеходов и гужевого транспорта, за что губернское земство ежегодно платило управлению железной дороги 1600 рублей.
Открытие железнодорожной станции привело к разорению некоторой части извозчиков города, но в целом отмечался экономический подъём: сумма собранных с населения налогов увеличилась на 4 %, а количество жителей выросло на 245 человек, без учёта наёмных строителей.
В 1913 году на деньги местного купечества между вокзалом и водокачкой был разбит сквер с цветником и установлен бронзовый бюст Николая I. В том же году Путиловским заводом было начато строительство второго моста через Лугу. 28 января на строительстве моста произошла трагедия: одна из ферм из-за преждевременного ледохода упала с опор в воду и покалечила много рабочих. После разбора пришедшей в негодность фермы была доставлена и установлена новая.
Железнодорожный мост через Лугу
В ходе революционных волнений 1917—1918 годов со станции бесследно исчез бюст Николая I. Во время последовавшей за этим Гражданской войны сама станция не пострадала, однако оба моста были взорваны: новый — красногвардейским отрядом в ночь на 4 марта 1918 года, чтобы предотвратить возможный прорыв германских бронепоездов, а старый 5 августа 1919 года взорвали части отступавшей Северо-Западной армии (по другой версии, несмотря на приказ, белые мост не подорвали, и сделано это было эстонцами с целью укрепить оборону Нарвы). После взятия Ямбурга Красной Армией на станцию прибыл поезд с председателем ВЦИК М. И. Калининым, который провёл митинг у вокзала. В 1920 году второй мост был восстановлен сначала путём укладки временного деревянного полотна, а после — в металле.
В 1922 году город и станция были переименованы в честь Виктора Кингисеппа.
В 1944 году, во время Великой Отечественной войны мост через Лугу был снова взорван (на этот раз — отступавшими частями вермахта), а станция серьёзно пострадала: все станционные постройки были повреждены или разрушены. В том же году деревянный вокзал был восстановлен в общих формах исторического здания.
В 2001 году обветшавшее здание вокзала было разобрано на дрова, а в 2005 году на станции Кингисепп появился новый одноэтажный вокзал. Одновременно с постройкой вокзала на станции был проведён капитальный ремонт путевого и сигнального хозяйства.

## Коммерческие операции

### Грузовое сообщение
Станция принимает и выдаёт все типы грузов как мелкими, так и повагонными отправками. На станции действуют крытые склады, имеются подъездные пути к некоторым предприятиям Кингисеппа. Отправка контейнеров возможна только полной массой не более 5,5 т.

### Пассажирское сообщение
Кассы на вокзале работают ежедневно, также возможно оформление электронного билета и оплата банковскими картами. Осуществляется приём и выдача багажа. Пассажирское сообщение по станции крайне скудное и включает в себя одну пару пригородных поездов со стоянкой от одной до пяти минут. Дальнее сообщение ранее было представлено поездом № 33/34 сообщением между Москвой и Таллином через Санкт-Петербург, но в начале пандемии COVID-19 поезд был отменён. Пригородное сообщение же представлено поездом № 6661/6662, курсирующим между Санкт-Петербургом и Ивангородом.